# Marcel Lods
Pour les articles homonymes, voir Lods (homonymie).
Marcel Gabriel Lods né à Paris le 16 août 1891 et mort dans la même ville le 9 septembre 1978 est un architecte et urbaniste français.

## Biographie
Marcel Lods suit des études à l’École nationale supérieure des arts décoratifs ainsi qu’à l’École nationale supérieure des beaux-arts à Paris où il obtient un diplôme d'architecture en 1923. Pendant les deux guerres mondiales, il sert dans l’armée française et y développe une passion pour l'aéronautique. De 1928 à 1940, il réalise, en collaboration avec Eugène Beaudouin de nombreuses constructions, utilisant des matériaux et des méthodes industrielles. En particulier, il développe l’utilisation du préfabriqué dans la construction de bâtiments.
Que ce soit sur le Champ des Oiseaux à Bagneux en 1930 ou à la Cité de la Muette à Drancy de 1932 à 1934, Lods est responsable du design des habitations. Membre de l'Union des Artistes modernes (UAM) dans les années 1930, il influence l’équipe vers un choix de matériaux rendant les bâtiments toujours plus légers tels que l'École de plein air de Suresnes avec ses murs externes déplaçables ou la Maison du Peuple de Clichy, réalisée en collaboration avec Vladimir Bodiansky et l'ingénieur Jean Prouvé.
Cet idéal d'une architecture tendant vers l'immatérialité est illustré par le club house de l’aéroport Roland-Garros en 1935 et le projet (jamais réalisé) du grand Palais des Expositions à La Défense, principalement fait de verre et d’acier, qui devait avoir un toit métallique accessible aux voitures par l'intermédiaire des rampes s’étendant le long de façades de verre.
De 1940 à 1944, il fait partie, avec Le Corbusier de l’Association pour une Rénovation Architecturale (ASCORAL). Après la guerre, il travaille pour l’administration militaire française sur un plan de reconstruction de la ville et Nouvelle Ville allemande de Mayence détruite à plus de 80 % par les bombardements, avec Adolf Bayer, Elsa Sundling et Gérald Hanning. Désavoué dans ses idées, il retourne à Paris en 1948 où il travaille comme architecte indépendant sur de grands projets pour différentes collectivités.
Au début des années 1950, il succède à Auguste Perret à la tête de son atelier d'architecture à l'École nationale supérieure des beaux-arts. Il y a pour élèves Jean Renaudie, Renée Gailhoustet…
Passionné d'aviation et de photographie, il réalise un grand nombre de photographies aériennes de ses propres réalisations architecturales. L'ensemble de ces photos ainsi que son fonds d'archives sont conservés par l'Institut français d'architecture.

## Réalisations

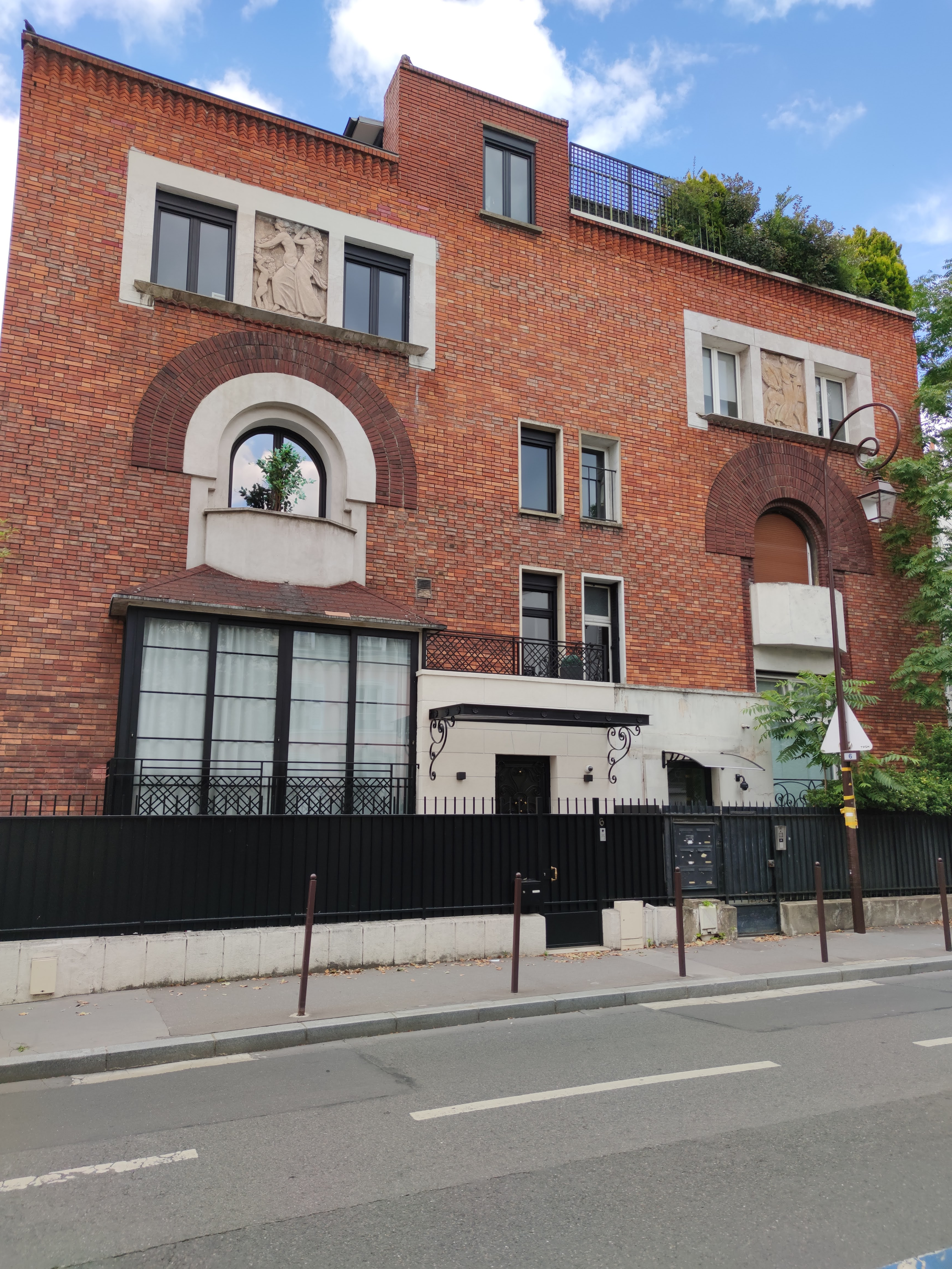
Nos 4-6, rue du Bois-de-Boulogne, Neuilly-sur-Seine.

- 1927 : hôtels Beaudouin, en collaboration avec Eugène Beaudouin, 4-6, rue du Bois-de-Boulogne, Neuilly-sur-Seine[2].
- 1931-1935 Cité du Champ des Oiseaux à Bagneux (Hauts-de-Seine) : 848 logements répartis dans des petits immeubles HBM. Premier ensemble de logements préfabriqués français.
- 1931-1934 Cité de la Muette à Drancy (Seine-Saint-Denis) en collaboration avec Eugène Beaudouin, Vladimir Bodiansky (ingénieur) et Jean Prouvé (pour les huisseries) : considérée comme le premier grand ensemble de France. Composée de 10 barres de 4 étages, 5 tours de 15 étages (détruits), ainsi qu'un bâtiment en U de 4 étages, qui accueillit le camp d'internement[3].
- 1934-1935 École de plein air de Suresnes en collaboration avec Eugène Beaudouin  Inscrit MH[4].
- 1936-1939 Maison du Peuple de Clichy en collaboration avec Eugène Beaudouin, Jean Prouvé et Vladimir Bodiansky (premier exemple de mur rideau en panneaux préfabriqués)  Classée MH[5].
- 1937 Club-house dit club Roland Garros de l'aérodrome de Buc dans les Yvelines, démonté en 1940 par les Allemands.
- 1948-1955 Reconstruction de Sotteville-lès-Rouen et de la ville d'Elbeuf dans la Seine-Maritime.
- 1950-1953 Village « SHAPE » à Fontainebleau : 300 logements en barres, selon le procédé de préfabrication Camus, pour le personnel du QG de l'OTAN.
- 1951 Église Sainte-Croix de Sochaux.
- 1954 Grand ensemble du Château blanc (3000 logements) à Saint-Étienne-du-Rouvray (Seine-Maritime).
- 1954-1955 Aménagement du siège social d'Emmaüs à Charenton-le-Pont.
- 1954-1955 École communale René-Caillé à Pont-l'Abbé-d'Arnoult.
- 1956 Église Sainte-Jeanne-d'Arc de la Pépinière à Belfort.
- 1957-1959 Grand ensemble Les grandes terres (1500 logements) à Marly-le-Roi (Yvelines)[6].
- 1958-1966 Architecte en chef de la ZUP de la plaine à Fontenay-sous-Bois (Val-de-Marne), 6 430 logements. Il dessine avec ses associés Paul Depondt et H. Beauclair une partie de ce grand ensemble, 8 tours de 18 étages avec dalle et centre commercial (928 logements).
- 1959-1962 Cité Salengro ou Gaston Roulaud à Drancy (803 logements) : 2 bâtiments de 8 étages, 1 de 10 étages, 1 de 12 étages et 1 tour, construits en collaboration avec André Malizard pour l'OPHLM de Drancy. L'ensemble comprend aussi une maison des jeunes, une crèche et des commerces[7].
- 1959-1969 Grand ensemble de Beauval, à Meaux (8300 logements) en lieu et place d'un projet de "ville radieuse" avorté de Le Corbusier.
- 1965 L'agence d'Urbanisme de la Région de Reims, à Reims associé à Paul Depondt.
- 1966 Grand ensemble de la Zone verte Sotteville-lès-Rouen.
- 1966 Maison Commelin à Serbonnes dans l'Yonne : maison réalisée pour l'ingénieur Jean Commelin.
- 1966-1970 Immeubles d'habitation de 500 logements "Les Contemporains" à Élancourt (Yvelines), aujourd'hui détruits.
- 1967-1970 Cité Paul Éluard à Drancy : 2 barres et une tour de 15 étages[8].
- 1968-1970 Immeubles d'habitation de 500 logements HLM dans le quartier rouennais de la Grand'Mare, aujourd'hui pratiquement tous détruits[9].
- 1970 Maison des sciences de l'homme à Paris.
- 1970-1974 Résidence La Perralière à Villeurbanne (Rhône), aujourd'hui résidence étudiante.
- 1974 Maison « La Mare » à Sérigny (Orne) : villa personnelle de Marcel Lods, concentré des techniques de fabrication utilisées par l'architecte  Inscrit MH.

## Élèves notables
- Vladimir Couprianoff (1919-1967), de 1950 à 1955, prix Casa de Velázquez (1952-1953)[10].